# ای-۱ پیکچرز
ای-۱ پیکچرز (به ژاپنی: 株式会社エー・ワン・ピクチャーズ Kabushiki-gaisha Ē Wan Pikuchāzu) یک استودیوی پویانمایی ژاپنی است که توسط میکیهیرو ایواتا تهیه کننده سابق ex-sunrise به عنوان شرکت تابعه توزیع‌کننده محصولات مرتبط با انیمه، انیپلکس به شمار می‌رود.

## تاریخچه
این استودیو توسط بخش تولید انیمیشن aniplex در 9 می 2005 برای تحرک بخش های انیمیشن و و تولیدات آن تاسیس شد.در سال 2006 تولید مشترک با zanmai zamurai را آغاز کرد و در اکتبر همان سال استودیو asagayaرا ایجاد کرد .در سال 2007 این استودیو اوین کار خود را با نام okiko furikabutteمنتشر کرد.
این استودیو در اصل برای نظارت بر تولید تنها چند سریال تاسیس شده است. از آن زمان به بعد aniplexخانوادگی عنوان یک استودیو تمام عیار که در تولید طیف وسیعی از تولیدات رسانه ای و انیمیشن و انیمه و فعالیت های دیگر فعالیت می کند .
این استودیو همچنین حضور بین المللی خود را گسترش داده است و این استودیو با شرکت در کنوانسیون بین المللی anime expo 2007که در لانگ بیچ کالیفرنیا برگزار شد حضور خود را به جهانیان اعلام کرد و همچنین دارای پنل اختصاصی خود در آنجا نیز هست.
در آوریل 2018 استودیو A-1 pictures استودیو clover works را خرید که در اول اکتبر همان سال استودیو clover worksبه شخص دیگری واگذار شد.

## آثار
| توضیحات                 | تعداد قسمت | تاریخ پایان    | تاریخ شروع     | کانال پخش     | عنوان                        |
| کار مشترک با No Side    | 175        | 6 فوریه 2009   | 3 آوریل 2006   | NHK E         | زنمای زامورایی               |
|                         | 52         | 30 مارس 2008   | 1 آوریل 2007   | Tv tokyo      | رابی و کروبی                 |
| بر اساس مانگا           | 25         | 27 دسامبر 2007 | 12 آوریل 2007  | TBS,NBS       | انفجار بزرگ                  |
| بر اساس یک بازی ویدیویی | 26         | 28 ژوئن 2008   | 5 ژانویه 2008  | Tokyo Mx,BS11 | persona:trinity soul         |
| بر اساس مانگا           | 13         | 26 دسامبر 2008 | 4 ژولای 2008   | TV Saitama    | Birdy the mighty :Decode     |
| بر اساس مانگا           | 24         | 27 مارس 2009   | 3 اکتبر 2008   | mbs           | Black Butly                  |
| بر اساس مانگا           | 13         | 27 دسامبر 2008 | 4 اکتبر 2008   | Tokyo Mx      | kannagi:crazy shrine maidens |
| بر اساس رمان            | 25         | 23 دسامبر 2012 | 8 ژولای 2012   | Tokyo Mx      | SWORD ART ONLINE             |
| بر اساس مانگا           | 37         | 25 ژوئن 2022   | 12 ژانویه 2019 | Tokyo Mx      | Kaguya-sama: Love is war     |
| بر اساس رمان            | TBA        | TBA            | 7 ژانویه 2024  | Tokyo Mx      | Solo leveling                |
|                         |            |                |                |               | ...                          |
| ----------------------- | ---------- | -------------- | -------------- | ------------- | ---------------------------- |